# Hải pháo Vickers 14-inch/45-calibre
Khẩu Vickers 14 inch 45 li được thiết kế và chế tạo bởi Vickers và ban đầu được lắp đặt trên thiết giáp-tuần dương Kongō được chế tạo cho Hải quân Đế quốc Nhật Bản. Những khẩu súng tương tự như thiết kế Vickers sau đó được đúc tại Nhật Bản để trang bị cho các tàu chị em của Kongō và những chiếc "siêu-Dreadnought" được xây dựng ở Nhật Bản.Các phiên bản được được đúc bởi Nhật được gọi là 14 inch Loại năm 41, và từ năm 1917 khi Hải quân Nhật sử dụng hệ Metric, chúng được đặt tên lại là 36 cm Loại năm 41.

## Lịch sử
Thiết kế ban đầu cho lớp Kongō có súng 12 inch (304,8 mm) 50 li. Trung tá Katō Hirohasu của Hải quân Đế quốc Nhật Bản đã đẩy mạnh việc sử dụng khẩu pháo 14 inch mới hiện đang được phát triển. Sau khi thử nghiệm khẩu súng mới, dưới sự chứng kiến bởi cả Hải quân Nhật và Hải quân Hoàng gia Anh, người Nhật đã đưa ra quyết định vào ngày 29 tháng 11 năm 1911 để sử dụng khẩu súng mới cho Kongō mặc dù cô đã bắt được đặt lườn từ ngày 17 tháng 1 năm 1911, và kết quả cần phải nhanh chóng thực hiện một số lượng lớn các thay đổi cho thiết kế, để không kéo dài thời gian thi công.
Khẩu súng này được trang bị cho những tàu chiến sau đây của Nhật:
- Thiết giáp-tuần dương lớp Kongō, hạ thủy năm 1912-1913:
  - Kongō
  - Hiei
  - Kirishima
  - Haruna
- Thiết giáp hạm lớp Fusō, hạ thủy năm 1915:
  - Fusō
  - Yamashiro
- Thiết giáp hạm lớp Ise, hạ thủy năm 1916-1917:
  - Ise
  - Hyūga

## Ngoài ra
- Danh sách hải pháo

### Vũ khí cùng chức năng, khả năng và thời đại
- Hải pháo EOC 14 inch /45 Phiên bản của Elswick Ordnance (Anh)
- Pháo 14"/45 li Phiên bản tương đương của Mỹ

## Link ngoài
- NavWeaps